# シンクロニシティーン
『シンクロニシティーン』は、2010年4月7日に発売された相対性理論の3枚目のオリジナル・アルバムである。

## 収録曲
1. シンデレラ
作詞・作曲：真部脩一
2. ミス・パラレルワールド
作詞：真部脩一、ティカ・α　作曲：やくしまるえつこ、永井聖一、真部脩一、西浦謙助
サビの歌詞は「LOVEずっきゅん」のPVに隠されたメッセージに関連している。
音楽ゲーム『pop'n music19 TUNE STREET』に本人歌唱で収録。
3. 人工衛星
作詞：永井聖一、ティカ・α　作曲：永井聖一
4. チャイナアドバイス
作詞・作曲：真部脩一
5. (恋は)百年戦争
作詞・作曲：永井聖一
6. ペペロンチーノ・キャンディ
作詞：真部脩一、ティカ・α　作曲：真部脩一、やくしまるえつこ
7. マイハートハードピンチ
作詞・作曲：真部脩一
『突然ですが占ってもいいですか?』（フジテレビ）番組テーマ曲。
発表から10年を経ての採用となった[1]。
8. 三千万年
作詞：永井聖一、ティカ・α　作曲：永井聖一
学芸大学前など、東急東横線に関連した歌詞が複数見られる。
9. 気になるあの娘
作詞：やくしまるえつこ、永井聖一、真部脩一、西浦謙助　作曲：やくしまるえつこ、永井聖一、真部脩一、西浦謙助
『オスカル!はなきんリサーチ』（テレビ朝日）のコーナー「知りたがリサーチ」のテーマ曲。
10. 小学館
作詞・作曲：真部脩一
歌詞の中では少年漫画を読みたがっている人物のひいき出版社として『小学館』があげられ、同社の雑誌『ビッグコミックスピリッツ』と漫画『MONSTER』が言及されている。
11. ムーンライト銀河
作詞：ティカ・α、永井聖一　作曲：永井聖一